# Osmia saxicola
Osmia saxicola är en biart som beskrevs av Adolpho Ducke 1899. Osmia saxicola ingår i släktet murarbin, och familjen buksamlarbin.

## Underarter
Arten delas in i följande underarter:
- O. s. riemanni
- O. s. saxicola